# Lotte von Mendelssohn-Bartholdy
Lotte von Mendelssohn-Bartholdy (geboren als Charlotte Reichenheim am 25. März 1877 in Berlin; gestorben als Gräfin von Wesdehlen am 6. Juni 1946 in Genf) war eine deutsche Autorin und Kunstsammlerin.

## Leben

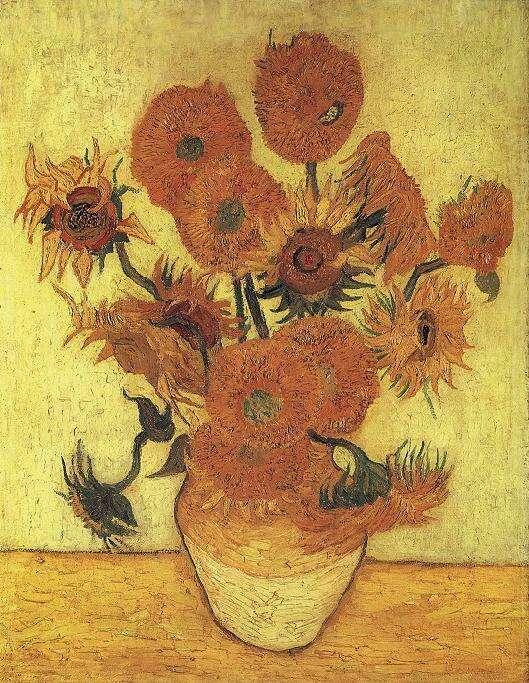
Vincent van Gogh: Sonnenblumen, ehemals Teil der Sammlung Lotte und Paul Mendelssohn-Bartholdy, heute Sompo Museum of Art, Tokio

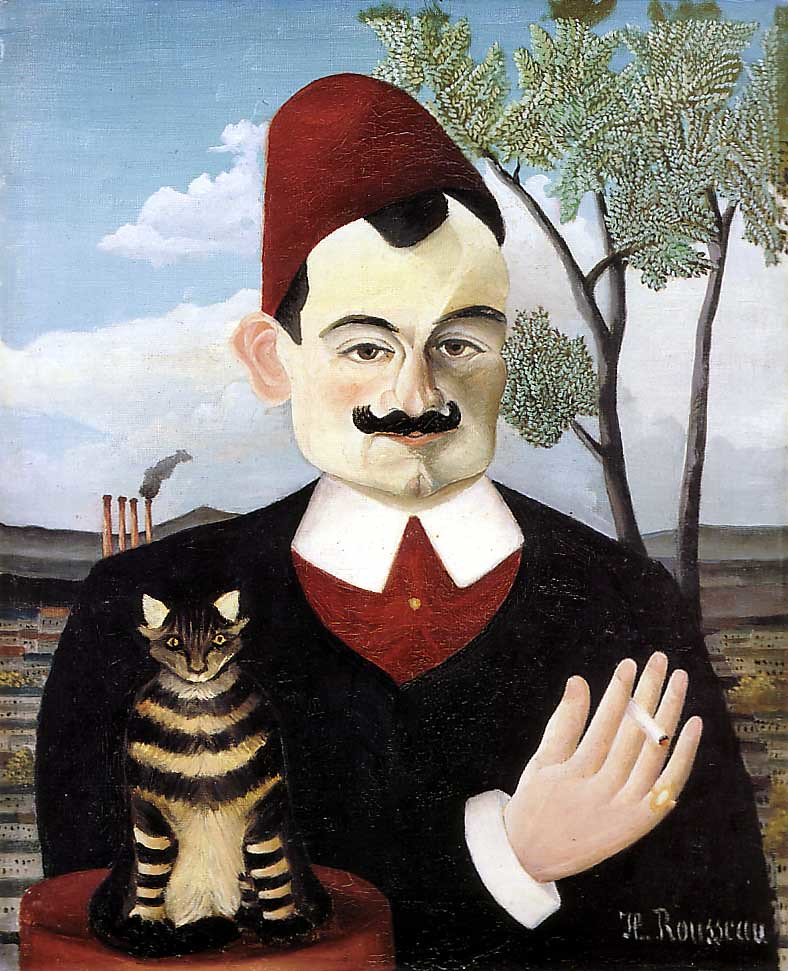
Henri Rousseau: Porträt des Herrn X (Pierre Loti), ehemals Sammlung Charlotte Gräfin von Wesdehlen, heute Kunsthaus Zürich

Charlotte Reichenheim, genannt Lotte, kam 1877 in Berlin zur Welt. Ihre Eltern waren der Unternehmer Georg Reichenheim und seine Frau Margarete, geborene Eisner. Beide Eltern stammten aus jüdischen Familien, waren anlässlich der Hochzeit jedoch zum evangelisch-christlichen Glauben konvertiert. Ihr Bruder Hans wurde 1879 geboren. Er starb bereits 1900 als Student in München. Die Familie lebte im vornehmen Berliner Tiergartenviertel. Lotte Reichenheim erhielt dort als Kind Privatunterricht und verbrachte zudem einige Jahre ihrer Kindheit in Schlesien. In ihrem Elternhaus kam sie früh mit Kunst in Berührung. Die Eltern sammelten vor allem Arbeiten des Kunsthandwerks und Kleinplastiken. Beim Aufbau der Sammlung wurden sie von dem Museumsdirektor Wilhelm Bode beraten. 1903 starb der Vater und hinterließ sein auf 4.700.000 Mark geschätztes Vermögen je zur Hälfte der Ehefrau und der Tochter. Die Mutter widmete sich danach dem Aufbau einer bedeutenden Kunstsammlung mit Werken französischer Künstler des Impressionismus und Spätimpressionismus, wobei sie vor allem Bilder von Paul Cézanne erwarb. Sie ehelichte 1906 in zweiter Ehe den Chemiker und Unternehmer Franz Oppenheim.
Seit 1902 war Lotte Reichenheim mit den Bankier Paul von Mendelssohn-Bartholdy verheiratet. Die Ehe blieb kinderlos. Der befreundete Architekt Bruno Paul baute für das Paar Schloss Börnicke bei Bernau als Landsitz um und entwarf für sie ein Stadtpalais in der Berliner Alsenstraße. Von Bruno Paul stammen auch die Entwürfe für die Innengestaltung der Häuser und für modernes Mobiliar, das von den Vereinigten Werkstätten hergestellt wurde. Bruno Paul war darüber hinaus Mitbegründer und Herausgeber der Kunst- und Kulturzeitschrift Wieland, für die Lotte von Mendelssohn-Bartholdy ab 1915 als Redakteurin arbeitete. In dieser Funktion war sie für die Akquise von Artikeln zuständig und korrespondierte mit Autoren wie Richard Dehmel, Wilhelm Bode und Max J. Friedländer. Ihre eigenen Aufsätze erschienen unter ihrem Rufnamen Lotte v. Mendelssohn-Bartholdy. Diese Beiträge „waren wenig anspruchsvoll, unkritisch und in erster Linie unterhaltsam, kriegsbejahend und von einem tendenziell konservativem Weltbild geprägt“, wie die Autorin Anna-Carolin Augustin anmerkte. Darüber hinaus schrieb sie auch für die Zeitschrift Die Dame.
Zusammen mit ihrem Mann trug Lotte von Mendelssohn-Bartholdy eine bedeutende Kunstsammlung zusammen. Aus dem erhaltenen Briefen mit Wilhelm Bode und mit dem Kunsthändler Paul Rosenberg in Paris geht deutlich hervor, dass beide Eheleute am Sammlungsaufbau beteiligt waren. Dabei ist nicht mehr feststellbar, wer von beiden Eheleuten hierbei die maßgebliche Rolle spielte. Während der in Paris lebende deutsche Kunsthändler Wilhelm Uhde das Engagement von Paul von Mendelssohn-Bartholdy als Sammler hervorhob, betonte sein Berliner Kunsthändlerkollege Hugo Perls die herausragende Rolle von Lotte von Mendelssohn-Bartholdy. Für Perls war sie „die erste Angehörige der Familie Mendelssohn“, „die eine »eigentliche« Sammlung von Kunstwerken besaß“. Da einige Mitglieder der verzweigten Familie Mendelssohn Kunst sammelten, unterstreicht diese Aussage die besondere Bedeutung von Lotte von Mendelssohn-Bartholdy als Kunstsammlerin. Zu ihrem Bekanntenkreis gehörte beispielsweise die Schauspielerin Hedwig Pringsheim. Sie war zudem die Patentante ihres Enkels Klaus Pringsheim junior.
Angeregt durch Bruno Paul und Wilhelm Uhde, gehörten Lotte und Paul von Mendelssohn-Bartholdy zu den Ersten in Deutschland, die Bilder des Malers Henri Rousseau sammelten. Zudem erwarben sie bereits vor 1914 Werke von Pablo Picasso und Georges Braque und gehörten damit zu den Pionieren auf diesem Gebiet. Auch zählten sie in Deutschland zu den frühen Sammlern der Werke von Vincent van Gogh. Dessen Bilder erwarben sie bei Paul Cassirer in Berlin und bei Heinrich Thannhauser in München, kauften Werke von van Gogh aber auch in den Pariser Galerien Eugène Druet und Bernheim-Jeune. Zu den Werken van Goghs in der Sammlung gehörten die Gemälde Frau Roulin mit ihrem Kind (heute Metropolitan Museum of Art, New York City), Park in Arles (Privatsammlung), Der Baum (Privatsammlung), Bäume im Garten des Hospitals Saint-Paul (Armand Hammer Museum of Art, Los Angeles), Der Mann mit der Kornblume (Privatsammlung), Das Rathaus von Auvers am 14. Juli (Privatsammlung) und eine Version aus der bekannten Serie der Sonnenblumen (Sompo Museum of Art, Tokio). Ein ehemals van Gogh zugeschriebenes Selbstbildnis der Sammlung gilt heute als Fälschung (Stiftung Sammlung E. G. Bührle, Zürich). Beim Erwerb der Werke von Picasso hatte neben Wilhelm Uhde der Galerist Alfred Flechtheim eine wichtige Funktion als Berater. Zur Reihe der Picasso-Bilder in der Sammlung gehörten Geneigter Frauenkopf (Staatsgalerie Stuttgart), Porträt von Angel Fernández de Soto (Privatsammlung), Le Moulin de la Galette und Fernande mit schwarzer Mantilla (beide Solomon R. Guggenheim Museum, New York City), Knabe ein Pferd führend (Museum of Modern Art, New York City) und Junge mit Pfeife (Privatsammlung). Hinzu kamen Arbeiten von anderen Künstlern wie Edgar Degas, Édouard Manet, Claude Monet, Pierre-Auguste Renoir, André Derain, Marie Laurencin, Maurice de Vlaminck, William Hogarth und Paul Signac.
Lotte von Mendelssohn-Bartholdy war neben ihrer literarischen Arbeit und dem Aufbau der gemeinsamen Kunstsammlung in vielfältiger Weise im Berliner Kulturleben aktiv. So war sie Mitbegründerin und Vorsitzende des Frauenbundes zur Förderung deutscher bildender Kunst, der sich für den Ankauf von Kunstwerken deutscher Künstler einsetzte, um sie an Museen weiterzugeben. Zudem war sie Mitglied der Deutschen Gesellschaft für Ostasiatische Kunst. Als Mäzenin stiftete sie der Islamischen Abteilung im Kaiser-Friedrich-Museum (heute Museum für Islamische Kunst) 1912 zwei ägyptische Schattenspielfiguren aus Leder.
Die Ehe zwischen Lotte und Paul von Mendelssohn-Bartholdy wurde 1927 geschieden. Das Paar teilte die gemeinsame Kunstsammlung auf und Lotte von Mendelssohn-Bartholdy erhielt von ihrem bisherigen Gatten hohe Unterhaltszahlungen, sodass sie finanziell unabhängig war. 1930 heiratete sie in zweiter Ehe Georg Graf von Wesdehlen (1869–1938), ein Rittmeister a. D. aus preußischem Adel. Dessen Großvater war der Diplomat Georges Frédéric Petitpierre. Ihre Mutter, Margarete Oppenheim, starb 1935 und hinterließ ein komplexes Testament. Danach erhielt die leibliche Tochter Lotte, nunmehr Charlotte Gräfin von Wesdehlen, einen Betrag von 400.000 Mark. Die Mutter verfügte zugleich, dass der Großteil des Besitzes an die Kinder aus der ersten Ehe von Franz Oppenheim gehen sollte. Diese Stiefgeschwister von Charlotte Gräfin von Wesdehlen waren der Unternehmer Kurt Oppenheim und Martha von Simson, die den Diplomaten Ernst von Simson geheiratet hatte. Nach dem Willen der Mutter sollten die Oppenheim-Kinder aus dem Vermögen Zinszahlungen an Charlotte Gräfin von Wesdehlen leisten. Der Autor Sebastian Panwitz vermutete als Grund für diese Entscheidung, dass im Verhältnis zwischen Mutter und Tochter „eine gewisse Distanz existierte“. Teile der Kunstsammlung der Mutter wurden 1936 versteigert. Da herausragende Gemälde hierbei nicht ins Ausland exportiert werden durften, erzielten die Versteigerungslose teils nur geringe Preise oder blieben unverkauft. Noch 1938 befanden sich in Deutschland Gemälde aus der Sammlung der Mutter im Eigentum der Familie. Zu diesem Zeitpunkt lebten sowohl Charlotte Gräfin von Wesdehlen wie auch ihre Stiefgeschwister bereits im Ausland. Der in Deutschland verbliebene Oppenheim-Besitz wurde später von den deutschen Behörden beschlagnahmt.
Im Schweizer Exil lebte Charlotte Gräfin von Wesdehlen in finanziellen Schwierigkeiten. Das Erbe der Eltern stand ihr nicht mehr zur Verfügung und der sie finanziell unterstützende erste Ehemann war 1935 verstorben. Nach dem Tod des zweiten Ehemanns 1938 war sie zunehmend gezwungen, Kunstwerke ihrer eigenen Sammlung zu verkaufen. Zu den Bildern, die sie rechtzeitig in die Schweiz bringen konnte, gehörten beispielsweise die Gemälde La femme à la corbeille von Juan Gris, ein Rosenstillleben von Pierre-Auguste Renoir sowie Werke von Camille Pissarro und Alfred Sisley. An Verkäufen sind unter anderem belegt Renoirs Stillleben mit Pfirsichen und Pflaumen an den Unternehmer Emil Georg Bührle (heute Privatsammlung) und Henri Rousseaus Die Muse, die den Dichter inspiriert an das Kunstmuseum Basel. Der Basler Rousseau wurde vor dem Ankauf vom Schätzwert 20.000 Franken auf 12.000 Franken heruntergehandelt, ein „schandbar billiger Preis“ wie Museumsdirektor Georg Schmidt urteilte, dem die Notlage der Sammlerin beim Ankauf bewusst war. Zudem gelangten die Bilder Porträt des Herrn X (Pierre Loti) von Rousseau und Drehorgelspieler mit Knabe von Picasso ins Kunsthaus Zürich. Charlotte Gräfin von Wesdehlen erhielt nach schwierigen Verhandlungen für das Gemälde von Picasso 11.000 Schweizer Franken, was vom Präsident der Zürcher Kunstgesellschaft Franz Meyer als „sehr vorteilhafter Preis“ bezeichnet wurde. Er empfahl daher den Gremien des Kunsthauses „diese Chance auszunutzen“. Sowohl private Käufer, wie auch Museen, profitierten somit von der finanziellen Notlage der im Exil lebenden Sammlerin. Charlotte Gräfin von Wesdehlen starb 1946 in Genf.